# Leuphana Universiteit
De Leuphana Universiteit Lüneburg is een universiteit in het Duitse Lüneburg, gelegen in de deelstaat Nedersaksen. De universiteit werd opgericht in 1946 als pedagogische academie (Pädagogische Hochschule). In 1989 werd de naam veranderd in Universität Lüneburg. De huidige naam, in gebruik na een fusie met een hogeschool, is afgeleid van de naam van een oude nederzetting aan de Elbe die benoemd werd in de wereldatlas van Claudius Ptolemaeus in de 2e eeuw.
De universiteit is gevestigd in een voormalig kazernecomplex; de oude gebouwen worden nog steeds gebruikt maar een nieuw hoofdgebouw werd ontworpen door Daniel Libeskind. 

## Studierichtingen
De universiteit biedt diverse studierichtingen aan, die in vier hoofdgroepen kunnen worden ingedeeld:
- Opleiding: lerarenopleidingen, waaronder ook opleidingen tot e-teacher
- Cultuurwetenschappen
- Duurzaamheid
- Economische wetenschappen